# Вогезы
Воге́зы (фр. les Vosges, нем. Vogesen) — горный массив на северо-востоке Франции, составляющий западную границу Верхнерейнской низменности.
Горная цепь, параллельная Рейну на западном его берегу. Начинается на юге от Бельфора, около источников Мозеля, прямо высокими обрывистыми горами, без соединительных отрогов с Юрой, и тянется на север до истоков Лаутера; северные отроги (в Пфальце) носят название Пфальцский Лес, доходят до Вормса и отделяются Наэ, притоком Рейна, от Хунсрюка.
В общем длина Вогезской цепи равняется 174 км при ширине 151 км; она замечательно соответствует цепи Шварцвальда (на восточном берегу Рейна) по геологическому строению, возрасту и направлению. Как и Шварцвальд, Вогезы круто обрываются к долине Рейна, с другой же стороны — медленно понижаются к Лотарингскому плоскогорью, пересечённому многочисленными цепями холмов.
Цепь состоит из гранита, гнейса, триасового пёстрого песчаника, пермского красного лежня, порфиров, мелафира и раковистого известняка.
Вогезский хребет можно разделить на две части: более высокую южную и северную. Средняя высота южных Вогезов 950 м. Недалеко от начала цепи, на север от Бельфорского прохода, возвышается гора Беренкопф (1005 м).
Высшая точка Вогезов — Гран-Баллон (1424 м). Чуть ниже — вершины Сторкенкопф (1366 м), Онек (1363 м), Кастельберг (Катльбер) (1350 м), Клинцкопф (1330 м) и Ротенбахкопф (1316 м).
В долинах, прилегающих к этой горе, находятся истоки Мёрты, Валони и Мозелотта и прелестные озера Жерармер, Бланшемер. Горы почти сплошь покрыты лесом, на восточных и южных склонах виноградники, развалины замков. Замечательны: Жироманская долина, обильная лугами, по реке Савурез, долина Доллера, Блументаль у Гебвиллера, по реке Лаух, Амаринская долина по реке Тур.
Северные Вогезы ниже южных: главная вершина Донон (1009 м). Горы постепенно понижаются, у широкого Савернского (Saverne) прохода имеют всего 380 м высоты, а далее на север они переходят в Лотарингское плоскогорье высотой от 220—320 метров. В Пфальце находящаяся там часть Вогезов называется Гардом и несколько повышается: конечная вершина, Доннерсберг, достигает 780 м.
На всём своём протяжении цепь имеет один и тот же геологический и ботанический характер. Вогезы питают много рек; с восточного склона стекают Тур, Техт, Брюш, Липорет, Зорн, Цинце, Модер, Сурбах, Лаутер, Ейс, Цейц — притоки Мозеля; с западного склона: Мёрта, Саар, Эрбах — притоки Мозеля; с южных склонов стекают притоки Ду. Вогезские горы содержат большие минеральные богатства, из которых наиболее важны железные, медные, свинцовые, серебряные руды, мраморные и гипсовые ломки, каменный и бурый уголь, в некоторых местах соляные и нефтяные источники.

## Замки северных Вогезов
Замок Фалькенштейн (нем. Falkenstein), или «скала соколов», был построен в XII веке. Сгорел в XVI веке, затем был восстановлен и снова частично разрушен во время Тридцатилетней войны. Полностью был снесён в 1680 году.
В коммуне Вендстен на северо-востоке Франции находятся два замка: старый разрушенный замок Шато дю Вье-Виндштейн (фр. Château du Vieux-Windstein) и новый Шато дю Нуво-Виндштейн (фр. Château du Nouveau-Windstein) — расположенные на расстоянии пятисот метров друг от друга. Новый Виндштейн был построен в 1340 году. Оба замка были разрушены артиллерией барона де Монклар в 1676 году в период войн против Людовика XIV. С 1984 года замок находится под защитой государства как памятник исторической архитектуры.
Название Васигенштейн (нем. Wasigenstein) носят два замка, большой и малый, построенные в XVIII веке. У скал из розового песчаника, согласно легенде, произошёл поединок между королём визиготов Вальтарием и королём бургундов Гунтером. Об этом рассказывает одна из поэм «Песни о Нибелунгах».
Замок Вазенбург (нем. Wasenburg) был построен в XIII веке страсбургским епископом Жаном Лихтенбергским.